# Asyrská genocida

Článek o masakrech Asyřanů publikovaný Washington Times 26. března 1915

Asyrská genocida (též Sayfo nebo Seyfo, v překladu meč, v syrštině ܩܛܠܥܡܐ ܣܘܪܝܝܐ nebo ܣܝܦܐ) je souhrnné označení pro masové vraždění asyrské populace Osmanské říše a perského příhraničí osmanskými jednotkami během první světové války, v souvislosti s genocidou arménskou a řeckou.

Podíly asyrské populace na celkové populaci před první světovou válkou

Asyrská populace horní Mezopotámie, žijící v regionech Tur Abdin, Hakkâri, Van a Siirt v dnešním Turecku a regionu Urmia v severozápadním Íránu, byla mezi roky 1914 a 1920 násilně vysídlena a masakrována společnými silami osmanské armády a dalších ozbrojených muslimských skupin, tvořených kromě Turků také Kurdy nebo Čerkesy. Další útoky na neozbrojené z regionu prchající civilisty páchaly arabské milice.

Červené plochy – jádra asyrského osídlení. Červené body – města, kde docházelo k masakrům. Zelené body – města, kde se koncentrovali uprchlíci. Modré body – ostatní významná města

Na rozdíl od útoků na Armény, k deportaci Asyřanů nebyly dány žádné oficiální rozkazy. Útoky na ně neměly standardizovanou povahu a využívaly nejrůznějších metod. V některých městech byli všichni asyrští muži popraveni a asyrské ženy nuceny uprchnout. Tyto masakry byly většinou vyvolány iniciativou místních politiků nebo kurdských kmenů. Počet obětí genocidy zvyšovalo strádání, hladovění a nemoci prchajících Asyřanů. Asyrské ženy byly v některých oblastech častými oběťmi rozsáhlého sexuálního zneužívání.
Odhady celkového počtu obětí se různí. David Gaunt na základě detailních statistik církevních populací po genocidě potvrdil údaje o 275 000 obětí přednesené asyrskou delegací při jednáních o Lausannské smlouvě a spekuluje, že obětí bylo kolem 300 000 kvůli některým nezapočítaným oblastem obývaných Asyřany. Rudolph Rummel vyčíslil počet křesťanských obětí Asyřany obývaných regionů Turecka na 102 000 a dalších 47 000 mrtvých Asyřanů v Persii.
V roce 2007 došla Mezinárodní asociace badatelů o genocidách (IAGS) ke konsenzu, že „Osmanská kampaň proti křesťanským menšinám Osmanské říše mezi lety 1914 a 1923 představovala genocidu proti Arménům, Asyřanům a pontským a anatolským Řekům.“